# Улрих фон Финстинген
Улрих фон Финстинген-Бракенкопф (на немски: Ulrich von Vinstingen-Brackenkopf-Falkenberg; * pr. 1340; † между 12 юли 1387 и 9 октомври 1389) е граф, господар на Финстинген, господар на Фалкенберг, ландфогт в Елзас.

## Произход
Той е син на Хайнрих I „Стари“ фон Финстинген († 1335) и съпругата му Валбурга фон Хорбург († 1362), дъщеря на Буркард фон Хорбург († 25 май 1315) и Аделхайд фон Фрайбург († 1300), дъщеря на граф Конрад I фон Урах-Фрайбург († 1271/1272) и София фон Хоенцолерн († ок. 1270).
Братята му са Буркард I фон Финстинген († 1377), Йохан II фон Финстинген († 1379), ландфогт в Елзас, капитулар в Страсбург и Кьолн, Хайнрих фон Финстинген-Бракенкопф († сл. 1339), Валентин фон Финстинген († сл 1359, Вайсенбург), абат на Горце.

## Фамилия
Първи брак: с Мари де Жоанвил († сл. 1386), дъщеря на Анселм (Ансо) де Жоанвил, сенешал на Шампан († 1343) и Маргарет де Водемонт († 1347). Те имат един син:
- Фридрих фон Фалкенберг († 1382), вероятно е от втория брак.

Втори брак: пр. 22 юли 1345 г. с Мари д' Аспремонт († сл. 10 септември 1380), дъщеря на Готфрид IV д' Аспремонт († 1375) и Мари де Сули († сл. 1375). Те имат децата:
- Маргарет фон Финстинген († сл. 1389), омъжена за Якоб/Жак I фон Финстинген-Шваненхалс-Димеринген-Варсберг († 20 юли 1388/15 октомври 1389)
- Клара фон Финстинген/Фалкенберг († между 31 март 1407 и 11 юли 1409), омъжена пр. 31 октомври 1383 г. за граф Емих VI/VII фон Лайнинген-Даксбург-Хартенбург, ландфогт в Долен Елзас († 3 март/31 декември 1452)
- Валпурга фон Финстинген († сл. 1423), омъжена ок. 20 ноември 1366 г. за граф Хайнрих IV фон Бламонт-Фалкенщайн († сл. 28 април 1421)
- дъщеря, омъжена за Отеман VII фон Оксенщайн († сл. 1400)
- ? Хайнрих фон Финстинген

Трети брак: сл. 10 септември 1380 г. с фон Етендорф-Хоенфелс в Елзас, дъщеря на Раймболд фон Етендорф-Хоенфелс в Елзас († 1412). Бракът е бездетен.